# Манастир Светих апостола Петра и Павла у Дубници
Манастир Дубница се налази на четири километра северозападно од Дубнице, у густој вишестолетној шуми. Припада Епархија врањској СПЦ Српске православне цркве.

## Историја
Поред манастира налази се манастирски конак, где су некада боравили монаси. За време верских празника калуђери су одлазили у цркву Свету Богородицу (некада женски манастир), који се налази 3 – 4 km источно од манастира. Путањом којом су се кретали и данас се назива Калуђерска путина. У непосредној близини манастира, са западне стране, протиче Манастирски поток, који се улива у Дубничку реку изнад села. На планинској падини крај манастира калуђери су гајили чувену винову лозу. Не зна се тачно када је манастир подигнут, а први пут се спомиње у турском попису из 1576/1577. године. Претпоставља се, са пуно оправдања, да је манастир подигнут још пре доласка Турака на Балкан. Чак постоји предање да је старији од манастира Прохора Пчињског.

## Посвећеност манастира
Манастир је посвећен апостолима Петру и Павлу и прославља се 12. јула (Петровдан). Тог дана је манастирска и сеоска прослава. Тад Дубничани и житељи околних места породично посећују овај храм. После црквене службе, тутор (човек који се брине о цркви) подноси рачун о приходима и расходима манастира у току године, а потом народ бира тутора за наредну годину. Иако свако домаћинство понесе све што треба за јело и пиће, прво се служи освећено црквено јело од јунећег меса, јер се за тај дан обавезно за курбан коље јуница. Тако је остало „од старина”. Предање каже да се некада за курбан клао јелен који је тог дана сам долазио пред манастир. Али деси се да једне године јелен закасни и да би стигао на време, морао је дуго да трчи кроз шуму. Онако уморан пао је пред манастирска врата. Људи нису сачекали да се јелен одмори, иако их је он замолио, већ су га одмах заклали. Од тада с јелен никада више није појавио.

## Свети Петар
За светог Петра се верује да је заштитник села Дубница и њених житеља. О томе постоји легенда, коју је често причала Љубица Јовановић из Дубнице, удата у селу Мечковац. Наиме, некад давно, три зене из Мечковца оду по воду на извор који се налазио у сеоском потоку. Време је било лепо, па су се три жене толико запричале да нису ни приметиле да је у планини, изнад села, пала велика киша. Изненада надође велика бујица и све три жене су страдале. Причао је неки старац да се њему „ приказало ” да је требало да те жене буду из Дубнице, али је свети Петар гурнуо лејче према Мечковцу и тако их спасао.

## Поштовање цркве
Одувек је у народу постојало дубоко поштовање према цркви и црквеној имовини. Црквено ништа није смело да се дира. О томе постоји многи истинити догађаји. После Другог светског рата, када су се градили задружни домови у свим већим местима у Србији, нова комунистичка власт у Дубници одлучи да се грађа за задружни дом посече у манастирском забрану. У то време црквени тутор био је Душан Додић звани Абџа, један од најимућнијих људи у селу, угледан и поштен домаћин. За њега се говорило да „ није мешао своју и црквену кесу ”. Позову Душана Абџу у Општину и саопште му одлуку да се грађа за Задружни дом посече у манастирској шуми. На крају пошто није могао да их одврати од те намере он им је рекао: „ Прво ме разрешите, па радите како 'оћете, али док сам ја тутор не сме да се исече ни једна греда. Само ко има две главе може да изађе и да сече.” И љутито је напустио општинску зграду. Сутрадан општинари одреде неколико домаћина и пошаљу их у манастирску шуму по греде. Кад тамо насред пута стоји Душан Абџа са секиром на рамену. Видевши га онако крупног и озбиљног, а не желећи да се замерају И још мање да секу црквену шуму, људи се врате необављеног посла. Да би власт показала своју моћ, нареди истим људима да оду испод села поред реке и посеку Абџине тополе. Посекли су свих 12 великих топола. Душан који је тако одлучно бранио црквену имовину, за своју ни реч није рекао, нити се замерио људима који су то морали да ураде.
Међу два рата тутор је био Аритон Симоновић, по чијем имену породица „ галци ” и данас носи презиме. За њега се зна да је сваке године сламом „ чуканицом ” омеђивао црквену шуму, да не би случајно неко грешком посекао ни једно црквено стабло. С обзиром на то да је црквена шума врло стара, увек се могло наћи суво грање, па и читава стабла која су трулила и пропадала, јер нико није смео да их дира. Ипак се десило да је један Дубничанин, знајући да ће то пропасти, сакупио суварке и отерао кући. Сву ноћ човек није могао да заспи. Ујутру, натовари све што је дотерао и врати на место одакле је узео.
Као за Петровдан и за први дан Божића, Дубничани масовно посећују манастир свети Петар да се помоле Богу и заједнички прославе овај велики хришћански празник. На тим свечаностима договоре се да обнове манастир, који је био у доста запуштеном стању, а потом да се реновирају црква свете Богородице и светог Илије. Уз благослов владике врањског, пуну подршку Скупштине општине Врање и многих донатора, кренуло се у обнову. Војска је проширила и уредила пут, тако да се сада и путничким возилима може доћи до манастир свети Петар, а у плану је да се исти такав пут уреди и до цркве Свете Богородице И да се све три светиње међусобно повежу.